# 阳平郡 (曹魏)
阳平郡，中国古代的郡。
曹魏黄初二年（221年）分魏郡置阳平郡，治所在馆陶城（今山东省冠县东古城镇），下辖馆陶县、发干县。先后属冀州、司州、相州。北周灭北齐，以相州陽平郡設置屯州。隋朝成立，屯州管轄陽平郡館陶县、清淵县。开皇三年废阳平郡入屯州。大業元年（605年）废屯州并入魏州。